# Cameleon (banda)
Caméléon o Cameleon (en árabe: حرباء‎)‎; es un grupo argelino de rock, música cabileña, raï, y chaabi argelino formado en 2009, en Argel..

## Biografía
El cantautor Hcen Agrane y su hermano gemelo Hocine Agrane (percusionista) crearon el grupo en 2009; y, un año después grabaron su primera canción "Lellah", que fue recogida en la radio y que tuvo mucho éxito en las redes sociales.
En 2011 Hocine Sekhar (tecladista), Redha Saib (bajo eléctrico) y Yanis Chakib Aidja (guitarra melódica) se unen a Cameleon; y, la formación se completa, por lo que la banda comienza a hacer su primer álbum homónimo.
El 21 de junio de 2011, el grupo gana por la mejor canción y el mejor álbum en la Fiesta 'kherdja.com' para celebrar el festival de música. En noviembre del mismo año, representaron a Argelia al duodécimo Festival del Mundo Árabe de Montreal.
A fines de 2013, un segundo álbum «Cameleon II» hizo su aparición.

## Estilo y propos
El sonido de la banda mezcla los ritmos de rock con influencias argelinas como el rai y el chaâbi argelino, así como otros géneros de música como el reggae; las letras a menudo tratan temas de amor.
Hcen, el líder del grupo, comenta que están "inspirados tanto por los grandes maestros del chaâbi, El Anka, Amar Ezzahi, Kamel Messaoudi, como del raï, de Khaled y de Bilal.»

## Discografía
Álbum Caméléon 2011
pistas 40:18 min
Álbum Rechany
- 3:45 El Bir Essghir
- 3:55 El Adian
- 4:41 Nedemet
- 3:57 Lellah
- 4:52 Matkedebiche (canta A. Hocine)
- 3:10 Telεbha
- 4:46 Bekhta
- 4:26 Seli Homoumek

Álbum Cameleon II 2013
pistas 39:45
- Messala 3:47
- Youm el Harb 4:10
- Klem Laghram 5:17
- Denit Nenssak 3:37
- Ila Fat 6:34
- Kount Nkoul 3:46
- Chetha Lyoum 4:17
- Insstumeleon 2:58
- Imène 5:19

Álbum El lila (simple) 2016
- El lila 4:27

Álbum Win Yamchi Zine (simple) 2017
- Win Yamchi Zine 3:13